# Columbiaville
Columbiaville est un village du comté de Lapeer, dans l'État du Michigan, aux États-Unis. En 2020, il comptait une population de 702 habitants.